# Bobby Charlton
Sir Robert "Bobby" Charlton CBE (født 11. oktober 1937 i Ashington, Northumberland, England, død 21. oktober 2023) var en engelsk fodboldspiller. Han betragtes af mange som en af de bedste fodboldspillere nogensinde. Han spillede i Manchester United i næsten hele sin fodboldkarriere, hvor han blev kendt for sine angrebsinstinkter fra midtbanen og sine frygtede langskud. Han var med til at vinde VM i fodbold 1966 og blev kåret til Årets Fodboldspiller i Europa samme år. Han var lillebror til en anden professionel fodboldspiller og verdensmester, Jack Charlton.

## Karriere
Charlton begyndte at spille for Manchester Uniteds førstehold i 1956 og var med til at vinde det engelske mesterskab i samme sæson (1956-57). Han blev en nøglespiller på det berømte hold, der efter deres unge gennemsnitsalder og manageren Matt Busby blev kaldt Busby Babes. Han var en af deltagerne på Uniteds fodboldhold, som i 1958 efter at have spillet kvartfinale i Mesterholdenes Europa Cup i Beograd på vej i fly tilbage til England forulykkede ved München-ulykken. En række af spillerne døde ved ulykken, men Charlton slap med mindre kvæstelser. Han er pr. 2021 den eneste nulevende person fra spillertruppen, der var med i flyet. Efter ulykken nævnte Busby ham som den spiller, det nye United-hold skulle bygges op om.
Charlton vandt sammen med United det engelske fodboldmesterskab yderligere to gange i 1965 og 1967, og i 1968 var han anfører for klubholdet, da det som den første engelske klub vandt Mesterholdenes Europa Cup. Charlton scorede to mål i finalen, da United vandt 4-1 over Benfica på Wembley.
Han spillede i alt 106 landskampe for England og scorede 49 mål. I 1966 var han med til at vinde verdensmesterskabet, der blev afviklet i England. Charlton selv fik trofæet "Player of the Tournament" ved denne lejlighed.

## Træner og direktør
Charlton forlod Manchester United i 1973, hvorefter han 1973-1975 var spillende træner for Preston North End og senere direktør i Wigan Athletic F.C. I 1984 indgik han i Manchester Uniteds gruppe af direktører.

## Rekorder og hæder
Charlton satte i sin tid målscoringsrekorder for både England og Manchester United. Hans 49 mål for England var rekord, indtil Wayne Rooney overgik bedriften i 2015. Charlton scorede 249 mål for United, et tal, som ligeledes blev overgået af Wayne Rooney, denne gang i 2017.
Charlton havde ligeledes rekorden i mange år som den spiller, der havde spillet flest kampe for Manchester United (758  i alt). Denne rekord blev slået af Ryan Giggs i Champions League-finalen i Moskva den 21. maj 2008.
Charlton blev adlet som ridder i 1994.
Han var en af de syv engelske fodboldspiller på FIFA 100-listen, som Pelé udarbejdede i 2004 til FIFAs 100-årsjubilæum.

## Privatliv
Den 1. november 2020 oplyste Charltons hustru, at han var ramt af demens.